# Tressor Moreno
Malher Tressor Moreno Baldrich (ur. 11 stycznia 1979 w Riosucio) – kolumbijski piłkarz grający na pozycji pomocnika.

## Kariera reprezentacyjna
W reprezentacji Kolumbii Moreno zadebiutował w 2000 roku.